# شيرمان لي
شيرمان لي (بالإنجليزية: Sherman Lee)‏ هو أمين متحف ورسام أمريكي، ولد في 19 أبريل 1918 في سياتل في الولايات المتحدة، وتوفي في 9 يوليو 2008.